# Драган Папазоглу
Драган Папазоглу (Поповић) (Студено Бучје, око 1778 — Крња Јела, 1808) био је бимбаша Црноречке нахије и један од највећих јунака Првог српског устанка. Његово јунаштво је опевао у свом историјском спеву Сербијанка Сима Милутиновић Сарајлија.

## Биографија
Родом је био из загорског села Студено Бучје у Берковачкој нахији. Отац му је био свештеник. Када је чуо за добровољце који су се скупљали око Пазваноглуа, напустио је своје родитеље и прешао у његов табор. Ту је служио све до тренутка када је Пазваноглу распустио своју хајту и крџалије после измирења са султаном. Затим се придружио Алији Гушинцу, крџалијском вођи, и када се дигла буна на дахије у Шумадији дошао је у Београд.
За време Бећир-пашине мисије у Београду прелази на страну устаника крајем 1804. године. После освајања Београда долази у Црноречку нахију крајем 1806. године. Прво је био у чети попа Радослава из Планинице, у Црној Реци, као један од његових најбољих бораца где се одмах истакао у освајању куле читлучког господара села Подгорац Осман-бега. Глас великог и неустрашивог јунака добио је приликом боја код села Врбовац, када је заједно са Хајдук Вељком разбио у јуришу Ћор-Солимана, ајана зајечарског. Учествовао је у великој бици на Малајници 1807. године, када је вероватно добио чин бимбаше. Као храброг ратника Карађорђе је тада одредио Папазоглуа за једног од тројице бимбаша у Црноречкој нахији. Када је био ослобођен Гургусовац, Папазоглу је заједно са пиротским бимбашама Митом и Маринком, прешао у Гургусовачку нахију, да брани овај крај од турских напада из правца Пирота и Берковице. После краћег времена се враћа у Црну Реку. Године 1807. он је дубоко упадао на турску територију, са одредом од неколико стотина људи, пешака и коњаника, све до Берковице, Софијског поља и планине Витоше. У Софијском пољу одред Папазоглуових бораца се сусрео са Турцима, који су били дочекани плотунима и одмах били сузбијени уз велике губитке. У овом боју, Папазоглу је поделио мегдан са Турчином Дели-Долуом, кога је после употреба кубура и сабаља, смрскао ратном секиром. После победе над Турцима, враћа се са својим људима и богатим пленом преко Старе планине у Црну Реку. Његово јунаштво и богати плен су изазвали велику завист код Петра Џоде, војводе Црноречке нахије. У својој зависти и злоби једне ноћи је потајно убио Папазоглуа, код Крње Јеле, на путу од Црне Реке у Ресаву. Сумња се да су убиству кумовали Хајдук Вељко и Петар Добрњац. Смрт Драгана Папазоглуа, који није имао више од 30 година, је изазвала велику жалост Карађорђа, који је заплакао видевши његову одсечену главу.